# Seznam predavateljev na Teološki fakulteti v Ljubljani
Seznam predavateljev na Teološki fakulteti v Ljubljani (po letu 1919; od 1968 z enoto v Mariboru). (Glej tudi: Seznam slovenskih teologov in seznam slovenskih verskih osebnosti)

## A
- Ivan Ahčin †
- Jakob Aleksič †
- Matjaž Ambrožič
- Aleksandra Antić
- Alenka Arko (teologinja)
- Irena Avsenik Nabergoj

## B
- Igor Bahovec
- Veronika Barbo
- Ludvik Bartelj †
- Martin Benedik
- Metod Benedik †
- Zvonko Bergant
- Jurij Bizjak
- Anton Brecelj †
- Anton Breznik †

## C
- Stanko Cajnkar †
- Matjaž Celarc
- Mateja Centa Strahovnik
- Emilijan Cevc †
- Mirko Cuderman †
- Robert Cvetek

## Č
- Janko Čar †
- Ludvik Čepon †
- Otmar Črnilogar †

## D
- Franc Debevec †
- Leon Debevec
- Jože (Josip) Demšar †
- Valter (Bruno) Dermota
- Bogdan Dolenc
- France Martin Dolinar
- Josip Dostal †
- Maksimilijan Držečnik †

## E
- Lambert Ehrlich †
- Tomaž Erzar

## F
- Janez Fabijan †
- Silvester Fabijan
- Jože Faganel
- Anica Fajdiga
- Vilko Fajdiga †
- Štefan Ferenčak †
- Maja Ficko
- Mirjana Filipič?
- Franc Fric

## G
- Stanko Gerjolj
- Franc Glinšek (1903-1967) †
- Roman Globokar
- Christian Gostečnik
- Nataša Govekar
- Tamara Griesser Pečar
- Janez Gril
- Franc Grivec †
- Vekoslav Grmič †

## H
- Jože Hlebš

## J
- Anton Jamnik
- Janez /Ivan Janežič?
- Stanko Janežič †
- Janez Janžekovič †
- Karel Jaš †
- Josip (Jožef) Jeraj †
- Urška Jeglič
- Drago Jerebic
- Sara Jerebic
- Blaž Jezeršek
- Janez Juhant

## K
- Gabriel Kavčič
- Franc Kejžar ?
- Franc Kimovec †
- Gregor Klančič
- Branko Klun
- Bogdan Kolar
- Katarina (Lia) Kompan Erzar
- Tanja Koropec
- Edvard Kovač
- Borut Košir
- Alojzij Košmerlj †
- Roman Kozmus
- Slavko Krajnc (teolog)
- Albin Kralj
- David Kraner
- Jože Krašovec
- Andrej Kropej
- Jože Krošl †
- Anton Kunstelj
- Peter Kvaternik †

## L
- Avguštin Lah
- (Jože Lampret †)
- Ignacij Lenček †
- Josip Lesar †
- Rafko (Rafael) Lešnik
- Ivan Likar (duhovnik)
- Franc Ksaver Lukman †

## M
- Janko Mačkovšek †
- Mirko Mahnič †
- Simon Malmenvall
- Janez Markeš
- Maksimilijan Matjaž
- Jonas Miklavčič
- Maks Miklavčič †
- Maja Milčinski
- Anton Mlinar
- Vinko Močnik †
- Jožef Muhovič
- Vitko Musek †

## N
- Anton Nadrah
- Andrej Naglič
- Rajko Nahtigal †
- Iva Nežič Glavica
- Julka Nežič

## O
- Cecilija Oblonšek
- Drago Karl Ocvirk
- Alojzij Odar †
- Stanko Ojnik †
- Mihael Opeka †
- France Oražem †
- Janez Oražem †
- Mari Jože Osredkar
- Alojzij Ost(e)rc †
- Marija Ovsenik

## P
- Maria Carmela Palmisano
- Tanja Pate
- Marijan Peklaj
- Franc Perko †
- Robert Petkovšek
- Mateja Pevec Rozman
- Lučka Pilgram †
- Žarko Pinter
- Alojz Pirnat
- Andrej Pirš (teolog)
- Ivan Platovnjak
- Franc Plemenitaš †
- Jože(f) Plevnik †
- Borut Pohar
- Ivan Pojavnik
- Saša Poljak Lukek
- Ciril Potočnik †
- Tone Potočnik?
- Vinko Potočnik
- Stanko Premrl †
- Erika Prijatelj

## R
- Jože Rajhman †
- Jože Ramovš
- Tanja Repič Slavič
- Nataša Rijavec Klobučar
- Damjan Ristić
- Franc Rode
- Ivan Rojnik
- France Rozman †
- Gregorij Rožman †
- Božidar (Božo) Rustja

## S
- Andrej Saje
- Barbara Simonič
- Samo Skralovnik
- Stanislav Slatinek
- Matija Slavič †
- Marijan Smolik †
- Andrej Snoj †
- Alojzij Slavko Snoj
- Ciril Sorč †
- Josip Srebrnič †
- Tadej Stegu
- Štefan Steiner †
- Viktor Steska †
- Tadej Strehovec
- Anton Stres
- Anton Strle †

## Š
- Marijan Šef †
- Andrej Šegula
- Miha Šimac
- France Škafar
- Vinko (Avguštin) Škafar
- Lenart Škof
- France Škrabl †
- Edo Škulj
- Miran Špelič
- Peter Štoka
- Anton Štrukelj
- Ivan Janez Štuhec
- Jože Štupnikar
- Alojzij Šuštar †
- Alenka Šverc (Magdalena Šverc)

## T
- Angela Tomanič † ?
- Roman Tominec †
- Silva Trdina †
- Jože Trošt
- Anton Trstenjak †
- Karel Vladimir Truhlar †
- Josip Turk †
- Marjan Turnšek

## U
- Josip Ujčić †
- Jožef Urbanič
- Aleš Ušeničnik †
- Franc Ušeničnik †

## V
- Rafko Valenčič
- Terezija Snežna Večko
- Janez Veider †
- Rafko Vodeb †
- Janez Vodičar (*1964)

## Z
- Gregor Zafošnik †
- Ivan Zelko †
- Ivan Nepomuk Zore †
- Janez Evangelist Zore †
- Alojzij Zupan †

## Ž
- Bojan Žalec
- Gregor(ij) Žerjav †
- Mihael Žužek †
- Marjan Žveglič †